# Kamhjul
Et kamhjul er den tekniske betegnelse for et tandhjul, der er forarbejdet i træ eller forsynet med løse trætænder (kamme). Konstruktionen forekommer især i ældre maskiner i træindustrien og gamle vindmøller og vandmøller. I hatten på en hollandsk mølle er krondrevet et kamhjul, som er i indgreb med hathjulet. Krondrevet er forbundet til møllens hovedaksel. Denne betegnes i Sønderjylland som kongevellen, og er forbundet til et andet typisk kamhjul, stjernehjulet, som er en af de væsentligste teknologiske nyskabelser, der opstod samtidig med den hollandske vindmølle.
Stjernehjulet er et stort kamhjul, der er fastgjort til en stående aksel, som er parallel med det hjul eller drev, det er i indgreb med. Det blev forbundet med møllens øvrige vitale dele, bl.a. de drev, der trækker en eller flere kværne. Et drev er i denne forbindelse den tekniske betegnelse for de stokke eller mindre tandhjul, der trækkes af et større hjul. Forskellen i diameter på stjernehjulet og kværnenes mindre stokkedrev øgede kværnenes hastighed betragteligt i forhold til tidligere.
Er kamhjulet i indgreb med et vinkelretstående hjul eller drev, kaldes dette kronhjulet eller krondrevet. Kamhjul, der er i indgreb har oftest et antal tænder, som modsvarer et primtal for at mindske slitagen på kammene.
- Kamhjul i indgreb med det vinkelretstående drev krondrevet i møllehatten i Skenkelsø Mølle.
- Stjernehjulet i Ramløse Mølle, hvor dette hjul er installeret på eget loft.

## Eksterne links
- Nordjyllands historiske Museum ; Møllehistorisk samling
- Mølleordbog